# Бод
Бод (на английски: Baud), съкратено Bd, е единица за скорост за предаване на символи за единица време в комуникационната и далекосъобщителната техника. Един бод е скоростта на предаване, равна на предаването на 1 символ за секунда. Всеки символ отговаря на една дефинирана и измерваема промяна на сигнала във физическата среда за предаване на сигналите. Скоростта на предаване на символите е една и съща на предаващата и приемащата страна. Когато предаваният символ отговаря на един бит, скоростта на предаване на символите е равна на скоростта на предаване на данни в бита за секунда. Единицата е наречена на Емил Бодо, създател на кода на Бодо през 1874 г. и използван в телеграфията.

## Символ
Един символ представя в зависимост от системата на кодиране, различен брой битове в един поток от данни. За n на брой свързани бита се получават 2n различни символа, т.е. на всяка комбинация от битове има съответстващ символ. При непрекъснато увеличаващата се нужда от нови символи се налага да се ограничи броят на пренасящите битове за символ до 10 бита/символ като горна граница. Ограничението се налага поради трудности от страна на приемника на сигналите да отличава отделните символи. При това съществена роля за това играе наличието на шума във веригата на предаване.